# Aristides von Athen

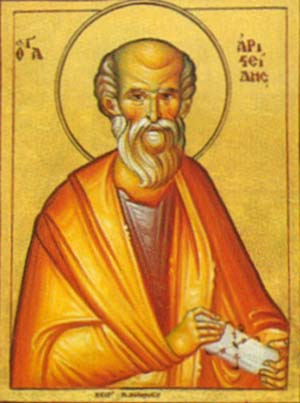
Byzantinische Ikone des Aristides von Athen

Marcianus Aristides von Athen war ein antiker christlicher Autor. Er lebte in der ersten Hälfte des 2. Jahrhunderts und bezeichnete sich als Philosophen. Er ist vor allem durch seine Apologie bekannt. Sein Festtag ist für die römisch-katholische Kirche der 31. August und für die orthodoxe Kirche der 13. September.

## Werk
Als Zeitgenosse von Quadratus von Athen richtete er wie dieser eine apologetische Schrift an den römischen Kaiser, und zwar eher an Antoninus Pius als an Hadrian. Es handelt sich um eine einfache, elegante Schrift, in der er die Menschheit von der christlichen Religion aus erklärt und dem Kaiser zu beweisen sucht, dass die Christen den wahren Gott verehren. Er gilt als einer der ersten christlichen Apologeten, seine Schrift als die älteste erhaltene Apologie der Christenheit. Die Apologie galt als verloren, bis die Mechitaristen von San Lazzaro 1878 in Venedig ein umfangreiches armenisches Fragment dieser Apologie veröffentlichten, James Rendel Harris 1889 ihre vollständige syrische Übersetzung in einer Handschrift des Katharinenklosters auf dem Sinai entdeckte und Armitage Robinson nachwies, dass der griechische Text des byzantinischen Bekehrungsromans Barlaam und Josaphat, der um 1000 n. Chr. und nicht von Johannes von Damaskus geschrieben wurde, den größten Teil der Apologie als Rede eines Mönchs enthält.

## Textbeispiel
„Ich behaupte aber, dass Gott ungezeugt ist und ungemacht, von niemand umfasst wird, selbst aber alles umfasst, dass er ist eine durch sich seiende Form, anfangslos und endlos, unvergänglich, unsterblich, vollkommen und unbegreiflich. Wenn ich sagte: vollkommen, so heißt das, dass er keinen Mangel hat und nichts bedarf, während alles seiner bedarf; und wenn ich sagte, dass er anfangslos ist, so heißt das, dass alles, was einen Anfang hat, auch ein Ende hat, und alles, was ein Ende hat, auflösbar ist. Er hat keinen Namen; denn alles, was einen Namen hat, gehört mit zum Geschaffenen. Er hat keine Gestalt und keine Zusammensetzung von Gliedern; denn wer solches hat, gehört mit zu den Gebilden. Er ist nicht männlich und nicht weiblich. Der Himmel umfasst ihn nicht, vielmehr wird der Himmel und alles Sichtbare und Unsichtbare von ihm umfasst.“ (Apologie des Aristides von Athen (I, 4))

## Textausgaben
- Bernard Pouderon, Marie-Joseph Pierre: Aristides, Apologie (= Sources Chrétiennes. Band 470). Les Éditions du Cerf, Paris 2003, ISBN 2-204-06734-2.
- Kaspar Julius: Des Aristides von Athen Apologie (= Bibliothek der Kirchenväter. Band 12,1). Kösel, Kempten und München 1913, S. 3–54.